# مورانبا
مورانبا هي بلدة، في أستراليا، تقع في كوينزلاند، بلغ عدد سكانها 8,735  نسمة وذلك حسب إحصائيات سنة 2016، رمزها البريدي هو 4744.

## أعلام
- دنيس سكوت